# كارسون د. جيفريز
كارسون د. جيفريز (بالإنجليزية: Carson D. Jeffries)‏ هو فيزيائي أمريكي، ولد في 22 مارس 1922، وتوفي في 18 أكتوبر 1995.